# Frémontiers
Frémontiers – miejscowość i gmina we Francji, w regionie Hauts-de-France, w departamencie Somma.
Według danych na rok 1990 gminę zamieszkiwało 146 osób, a gęstość zaludnienia wynosiła 11 osób/km² (wśród 2293 gmin Pikardii Frémontiers plasuje się na 851. miejscu pod względem liczby ludności, natomiast pod względem powierzchni na miejscu 259.).